# Mestra dorcas
Mestra dorcas ist ein Schmetterling (Tagfalter) aus der Familie der Edelfalter (Nymphalidae).

## Beschreibung

### Falter
Die Flügelspannweite der Falter beträgt 35 bis 50 Millimeter. Die Grundfarbe der Flügeloberseite ist milchig weiß. Die Submarginalregion der Vorderflügel ist orange oder grau gefärbt. Vom dunklen Vorderrand geht ein kommaförmiger Diskalfleck aus. Arttypisch ist das breite orange oder gelbe Band in der Submarginalregion der Hinterflügel. Die Flügelunterseiten zeigen ähnliche Zeichnungselemente wie die Oberseiten, die jedoch farblich meist kräftiger ausgebildet sind. Aufgrund der charakteristischen Zeichnung sind die Falter unverwechselbar.

### Raupe
Erwachsene Raupen haben eine schwarze Grundfärbung und sind auf dem Rücken und den Seiten mit vielen schwarzen Dornen bestückt. Am Kopf befinden sich zwei lange, dünne, schwarze, gerade Hörner, die am Ende kugelförmig auslaufen.

## Verbreitung und Lebensraum
Das Verbreitungsgebiet der Art beginnt im Norden von Texas, wo die Unterart Mestra dorcas amymone vorkommt. Zuweilen wandern die Falter noch weiter nördlich bis nach Minnesota. Richtung Süden besiedelt Mestra dorcas Mittelamerika und weite Teile Südamerikas. Die Art lebt überwiegend in subtropischen Gebieten, vorzugsweise auf Feldern und an Waldrändern.

## Lebensweise
In Texas fliegen die Falter in mehreren Generationen das ganze Jahr hindurch. Zur Aufnahme von Nektar saugen sie gerne an den Blüten von Wandelröschen (Lantana). Die Raupen ernähren sich von den Blättern von Wolfsmilchgewächsen (Euphorbiaceae), beispielsweise von Dalechampia scandens, Tragia volubilis und Tragia neptifolia.

## Unterarten
Folgende Unterarten werden unterschieden:
- Mestra dorcas dorcas (Fabricius, 1775), auf Jamaika
- Mestra dorcas amymone (Ménétriés, 1857), in Texas, Nicaragua und Costa Rica
- Mestra dorcas apicalis (Staudinger, 1886), in Brasilien (São Paulo, Pará, Goiás), Bolivien und Argentinien
- Mestra dorcas hersilia (Fabricius, 1777), in Kolumbien, Guyana, auf Trinidad und Tobago und St. Lucia
- Mestra dorcas hypermestra (Hübner, 1825), in Brasilien (Pará) und Paraguay
- Mestra dorcas latimargo (Hall, 1929), in Ecuador
- Mestra dorcas semifulva (C. & R. Felder, 1867), in Kolumbien